# شهرستان کورینسکی
شهرستان کورینسکی (به لاتین: Kuryinsky District) یک شهرستان در روسیه است که در سرزمین آلتای واقع شده‌است.